# Coppa del Mondo di freestyle 2008
La Coppa del Mondo di freestyle 2008 è iniziata il 13 dicembre 2007 a Tignes (in Francia) e terminata il 16 marzo 2008 in Val Malenco. La Coppa del Mondo organizzata dalla F.I.S. ha visto gli atleti, sia uomini che donne, competere in quattro discipline del freestyle, ovvero: salti, gobbe, ski cross e halfpipe. Alla fine della stagione oltre alla Coppa del Mondo generale, sono state assegnate anche le Coppe del Mondo delle singole discipline.

## Uomini

### Risultati
| Data             | Luogo                            | Di. | Primo                     | Secondo            | Terzo                      |
| 13 dicembre 2007 | Tignes, Francia                  | MO  | Pierre-Alexandre Rousseau | Tapio Luusua       | Alexandre Bilodeau         |
| 21 dicembre 2007 | Lianhua, Cina                    | AE  | Steve Omischl             | Anton Kušnir       | Han Xiaopeng               |
| 22 dicembre 2007 | Adventure Mountain, Cina         | AE  | Dzmitryj Daščynski        | Han Xiaopeng       | Steve Omischl              |
| 12 gennaio 2008  | Les Contamines, Francia          | SX  | Tomáš Kraus               | Casey Puckett      | Stanley Hayer              |
| 13 gennaio 2008  | Les Contamines, Francia          | HP  | Matthew Hayward           | Kevin Rolland      | Justin Dorey               |
| 16 gennaio 2008  | Flaine, Francia                  | SX  | Tomáš Kraus               | Enak Gavaggio      | Richard Spalinger          |
| 18 gennaio 2008  | Lake Placid, USA                 | MO  | Warren Tanner             | Dale Begg-Smith    | Patrick Deneen             |
| 19 gennaio 2008  | Lake Placid, USA                 | AE  | Steve Omischl             | Anton Kušnir       | Han Xiaopeng               |
| 20 gennaio 2008  | Lake Placid, USA                 | MO  | Dale Begg-Smith           | Patrick Koller     | Patrick Deneen             |
| 20 gennaio 2008  | Kreischberg, Austria             | SX  | Tomáš Kraus               | Mike Schmid        | Alois Mani                 |
| 26 gennaio 2008  | Mont Gabriel, Canada             | MO  | Guilbaut Colas            | Ruslan Šarifullin  | Vincent Marquis            |
| 27 gennaio 2008  | Mont Gabriel, Canada             | AE  | Steve Omischl             | Anton Kušnir       | Dzmitryj Daščynski         |
| 1º febbraio 2008 | Deer Valley, USA                 | AE  | Stanislav Kravčuk         | Vladimir Lebedev   | Renato Ulrich              |
| 2 febbraio 2008  | Deer Valley, USA                 | SX  | Davey Barr                | Casey Puckett      | Mike Schmid                |
| 2 febbraio 2008  | Deer Valley, USA                 | DM  | Vincent Marquis           | Landon Gardner     | Alexandre Bilodeau         |
| 9 febbraio 2008  | Cypress Mountain, Canada         | MO  | annullata                 | annullata          | annullata                  |
| 10 febbraio 2008 | Cypress Mountain, Canada         | AE  | Steve Omischl             | Dzmitryj Daščynski | Warren Shouldice           |
| 15 febbraio 2008 | Inawashiro, Giappone             | HP  | Matthew Hayward           | Kalle Leinonen     | Michael Riddle             |
| 16 febbraio 2008 | Inawashiro, Giappone             | MO  | Dale Begg-Smith           | Osamu Ueno         | David Babic Guilbaut Colas |
| 17 febbraio 2008 | Inawashiro, Giappone             | AE  | Anton Kušnir              | Steve Omischl      | Ryan St. Onge              |
| 22 febbraio 2008 | Sierra Nevada, Spagna            | SX  | Tomáš Kraus               | Stanley Hayer      | Andreas Steffen            |
| 28 febbraio 2008 | Špičák, Repubblica Ceca          | SX  | annullata                 | annullata          | annullata                  |
| 1º marzo 2008    | Mariánské Lázně, Repubblica Ceca | DM  | Guilbaut Colas            | Nathan Roberts     | Alexandre Bilodeau         |
| 1º marzo 2008    | Mosca, Russia                    | AE  | Steve Omischl             | Stanislav Kravčuk  | Nicolas Thépaut            |
| 6 marzo 2008     | Grindelwald, Svizzera            | SX  | Lars Lewén                | Davey Barr         | Stanley Hayer              |
| 7 marzo 2008     | Davos, Svizzera                  | AE  | Steve Omischl             | Warren Shouldice   | Dzmitryj Daščynski         |
| 8 marzo 2008     | Åre, Svezia                      | MO  | Dale Begg-Smith           | Nathan Roberts     | Dmitri Reicherd            |
| 9 marzo 2008     | Åre, Svezia                      | DM  | Dmitri Reicherd           | Dale Begg-Smith    | Vincent Marquis            |
| 9 marzo 2008     | Hasliberg, Svizzera              | SX  | Lars Lewén                | Stanley Hayer      | Tomáš Kraus                |
| 13 marzo 2008    | Valmalenco, Italia               | HP  | Michael Riddle            | Kalle Leinonen     | Xavier Bertoni             |
| 15 marzo 2008    | Valmalenco, Italia               | MO  | David Babic               | Vincent Marquis    | Patrick Deneen             |
| 16 marzo 2008    | Valmalenco, Italia               | SX  | Lars Lewén                | Andreas Steffen    | Andreas Matt               |

Legenda:
- AE = Salti
- HP =Halfpipe
- MO = Gobbe
- DM = Gobbe in parallelo
- SX = Skicross

### Classifica generale
| Pos. | Nome               | Nazione     | Punti |
| ---- | ------------------ | ----------- | ----- |
| 1    | Steve Omischl      | Canada      | 85    |
| 2    | Tomáš Kraus        | Rep. Ceca   | 68    |
| 3    | Dale Begg-Smith    | Australia   | 66    |
| 4    | Anton Kušnir       | Bielorussia | 60    |
| 5    | Lars Lewén         | Svezia      | 56    |
| 6    | Guilbaut Colas     | Francia     | 50    |
| 7    | Dzmitryj Daščynski | Bielorussia | 49    |
| 8    | Matthew Hayward    | Canada      | 46    |
| 9    | Stanislav Kravčuk  | Ucraina     | 44    |
| 10   | Stanley Hayer      | Canada      | 43    |

### Salti
| Pos. | Nome               | Nazione     | Punti |
| ---- | ------------------ | ----------- | ----- |
| 1    | Steve Omischl      | Canada      | 769   |
| 2    | Anton Kušnir       | Bielorussia | 543   |
| 3    | Dzmitryj Daščynski | Bielorussia | 444   |
| 4    | Stanislav Kravčuk  | Ucraina     | 396   |
| 5    | Han Xiaopeng       | Cina        | 352   |

### Gobbe
| Pos. | Nome               | Nazione     | Punti |
| ---- | ------------------ | ----------- | ----- |
| 1    | Dale Begg-Smith    | Australia   | 664   |
| 2    | Guilbaut Colas     | Francia     | 499   |
| 3    | Vincent Marquis    | Canada      | 429   |
| 4    | Alexandre Bilodeau | Canada      | 402   |
| 5    | Patrick Deneen     | Stati Uniti | 352   |

### Ski cross
| Pos. | Nome          | Nazione   | Punti |
| ---- | ------------- | --------- | ----- |
| 1    | Tomáš Kraus   | Rep. Ceca | 555   |
| 2    | Lars Lewén    | Svezia    | 448   |
| 3    | Stanley Hayer | Canada    | 344   |
| 4    | Davey Barr    | Canada    | 302   |
| 5    | Ted Piccard   | Francia   | 263   |

### Halfpipe
| Pos. | Nome            | Nazione   | Punti |
| ---- | --------------- | --------- | ----- |
| 1    | Matthew Hayward | Canada    | 229   |
| 2    | Kalle Leinonen  | Finlandia | 196   |
| 3    | Michael Riddle  | Canada    | 170   |
| 4    | Justin Dorey    | Canada    | 160   |
| 5    | Xavier Bertoni  | Francia   | 137   |

## Donne

### Risultati
| Data             | Luogo                            | Di. | Primo                | Secondo              | Terzo               |
| 13 dicembre 2007 | Tignes, Francia                  | MO  | Margarita Marbler    | Aiko Uemura          | Kristi Richards     |
| 21 dicembre 2007 | Lianhua, Cina                    | AE  | Jacqui Cooper        | Lydia Lassila        | Guo Xinxin          |
| 22 dicembre 2007 | Adventure Mountain, Cina         | AE  | Jacqui Cooper        | Li Nina              | Cheng Shuang        |
| 12 gennaio 2008  | Les Contamines, Francia          | SX  | Ophélie David        | Hedda Berntsen       | Méryll Boulangeat   |
| 13 gennaio 2008  | Les Contamines, Francia          | HP  | Sarah Burke          | Jennifer Hudak       | Mirjam Jäger        |
| 16 gennaio 2008  | Flaine, Francia                  | SX  | Méryll Boulangeat    | Jenny Owens          | Noriko Fukushima    |
| 18 gennaio 2008  | Lake Placid, USA                 | MO  | Emiko Torito         | Deborah Scanzio      | Kayla Snyderman     |
| 19 gennaio 2008  | Lake Placid, USA                 | AE  | Jacqui Cooper        | Guo Xinxin           | Evelyne Leu         |
| 20 gennaio 2008  | Lake Placid, USA                 | MO  | Michelle Roark       | Ekaterina Stoljarova | Nikola Sudová       |
| 20 gennaio 2008  | Kreischberg, Austria             | SX  | Ophélie David        | Karin Huttary        | Jenny Owens         |
| 26 gennaio 2008  | Mont Gabriel, Canada             | MO  | Ekaterina Stoljarova | Deborah Scanzio      | Michelle Roark      |
| 27 gennaio 2008  | Mont Gabriel, Canada             | AE  | Ala Cuper            | Li Nina              | Lydia Lassila       |
| 1º febbraio 2008 | Deer Valley, USA                 | AE  | Li Nina              | Jacqui Cooper        | Cheng Shuang        |
| 2 febbraio 2008  | Deer Valley, USA                 | SX  | Ophélie David        | Saša Farič           | Émilie Serain       |
| 2 febbraio 2008  | Deer Valley, USA                 | DM  | Shelly Robertson     | Margarita Marbler    | Kristi Richards     |
| 9 febbraio 2008  | Cypress Mountain, Canada         | MO  | annullata            | annullata            | annullata           |
| 10 febbraio 2008 | Cypress Mountain, Canada         | AE  | Jacqui Cooper        | Lydia Lassila        | Dai Shuangfei       |
| 15 febbraio 2008 | Inawashiro, Giappone             | HP  | Sarah Burke          | Jennifer Hudak       | Davina Williams     |
| 16 febbraio 2008 | Inawashiro, Giappone             | MO  | Aiko Uemura          | Nikola Sudová        | Emiko Torito        |
| 17 febbraio 2008 | Inawashiro, Giappone             | AE  | Jacqui Cooper        | Ala Cuper            | Li Nina             |
| 23 febbraio 2008 | Sierra Nevada, Spagna            | SX  | Ophélie David        | Hedda Berntsen       | Katrin Ofner        |
| 28 febbraio 2008 | Špičák, Repubblica Ceca          | SX  | annullata            | annullata            | annullata           |
| 1º marzo 2008    | Mariánské Lázně, Repubblica Ceca | DM  | Aiko Uemura          | Sylvia Kerfoot       | Emiko Torito        |
| 1º marzo 2008    | Mosca, Russia                    | AE  | Elizabeth Gardner    | Deidra Dionne        | Zhang Xin           |
| 6 marzo 2008     | Grindelwald, Svizzera            | SX  | Saša Farič           | Émilie Serain        | Méryll Boulangeat   |
| 7 marzo 2008     | Davos, Svizzera                  | AE  | Evelyne Leu          | Lydia Lassila        | Ala Cuper           |
| 7 marzo 2008     | Åre, Svezia                      | MO  | Aiko Uemura          | Kristi Richards      | Emiko Torito        |
| 8 marzo 2008     | Åre, Svezia                      | DM  | Aiko Uemura          | Nikola Sudová        | Kayla Snyderman     |
| 9 marzo 2008     | Hasliberg, Svizzera              | SX  | Ophélie David        | Saša Farič           | Gro Kvinlog         |
| 13 marzo 2008    | Valmalenco, Italia               | HP  | Jennifer Hudak       | Sarah Burke          | Rosalind Groenewoud |
| 15 marzo 2008    | Valmalenco, Italia               | MO  | Aiko Uemura          | Margarita Marbler    | Nikola Sudová       |
| 16 marzo 2008    | Valmalenco, Italia               | SX  | Ophélie David        | Hedda Berntsen       | Méryll Boulangeat   |

Legenda:
- AE = Salti
- HP =Halfpipe
- MO = Gobbe
- DM = Gobbe in parallelo
- SX = Skicross

### Classifica generale
| Pos. | Nome              | Nazione     | Punti |
| ---- | ----------------- | ----------- | ----- |
| 1    | Ophélie David     | Francia     | 81    |
| 2    | Jacqui Cooper     | Australia   | 71    |
| 3    | Aiko Uemura       | Giappone    | 68    |
| 4    | Sarah Burke       | Canada      | 56    |
| 5    | Saša Farič        | Slovenia    | 56    |
| 6    | Nikola Sudová     | Rep. Ceca   | 54    |
| 7    | Méryll Boulangeat | Francia     | 54    |
| 8    | Jennifer Hudak    | Stati Uniti | 52    |
| 9    | Lydia Lassila     | Australia   | 51    |
| 10   | Hedda Berntsen    | Norvegia    | 51    |

### Salti
| Pos. | Nome          | Nazione     | Punti |
| ---- | ------------- | ----------- | ----- |
| 1    | Jacqui Cooper | Australia   | 642   |
| 2    | Lydia Lassila | Australia   | 460   |
| 3    | Ala Cuper     | Bielorussia | 453   |
| 4    | Li Nina       | Cina        | 405   |
| 5    | Evelyne Leu   | Svizzera    | 322   |

### Gobbe
| Pos. | Nome              | Nazione     | Punti |
| ---- | ----------------- | ----------- | ----- |
| 1    | Aiko Uemura       | Giappone    | 683   |
| 2    | Nikola Sudová     | Rep. Ceca   | 540   |
| 3    | Margarita Marbler | Austria     | 510   |
| 4    | Kristi Richards   | Canada      | 405   |
| 5    | Emiko Torito      | Stati Uniti | 396   |

### Skicross
| Pos. | Nome              | Nazione  | Punti |
| ---- | ----------------- | -------- | ----- |
| 1    | Ophélie David     | Francia  | 646   |
| 2    | Saša Farič        | Slovenia | 447   |
| 3    | Méryll Boulangeat | Francia  | 428   |
| 4    | Hedda Berntsen    | Norvegia | 409   |
| 5    | Noriko Fukushima  | Giappone | 310   |

### Halfpipe
| Pos. | Nome                | Nazione     | Punti |
| ---- | ------------------- | ----------- | ----- |
| 1    | Sarah Burke         | Canada      | 280   |
| 2    | Jennifer Hudak      | Stati Uniti | 260   |
| 3    | Rosalind Groenewoud | Canada      | 160   |
| 4    | Davina Williams     | Australia   | 139   |
| 5    | Marta Ahrenstedt    | Svezia      | 85    |

## Classifica per Nazioni

### Generale
| Pos. | Nazione     | Punti |
| ---- | ----------- | ----- |
| 1    | Canada      | 911   |
| 2    | Stati Uniti | 623   |
| 3    | Francia     | 491   |
| 4    | Svizzera    | 392   |
| 5    | Giappone    | 320   |

### Uomini
| Pos. | Nazione     | Punti |
| ---- | ----------- | ----- |
| 1    | Canada      | 529   |
| 2    | Francia     | 318   |
| 3    | Stati Uniti | 285   |
| 4    | Svizzera    | 239   |
| 5    | Svezia      | 147   |

### Donne
| Pos. | Nazione     | Punti |
| ---- | ----------- | ----- |
| 1    | Canada      | 382   |
| 2    | Stati Uniti | 338   |
| 3    | Francia     | 231   |
| 4    | Cina        | 191   |
| 5    | Giappone    | 181   |